# 山形県立酒田光陵高等学校
山形県立酒田光陵高等学校（やまがたけんりつ さかたこうりょうこうとうがっこう, Yamagata Prefectural Sakata Koryo High School）は、山形県酒田市にある県立の高等学校。

## 概要
歴史
2012年（平成24年）4月に、酒田市内の公立高等学校4校（山形県立酒田北高等学校・山形県立酒田商業高等学校・山形県立酒田工業高等学校・酒田市立酒田中央高等学校）が統合されて新設された。校舎は酒田中央高校の校舎をそのまま使用。校地は旧・酒田中央高校のものを継承している。校舎は旧・酒田中央高校の既存の校舎に加えて同地に新校舎を建設して使用している。
校名の由来
クロマツ林が広がる松陵学区内に位置し、校舎の西側には光が丘公園が広がっていて、地域に親しまれたこの二つの地名から「光」と「陵」の2文字をとり、地域に愛され、豊かな自然と調和しながら発展することを願って決定した。
設置課程・学科
全日制課程7学科（うち工業に関する学科3、商業に関する学科2、情報に関する学科1）
- 普通科
- 機械制御科（工業）
- 電気電子科（工業）
- 環境技術科（工業）
- ビジネス流通科（商業）
- ビジネス会計科（商業）
- 情報科（情報）- 山形県内の公立高等学校では初の設置。

校訓
「進取・創造」
校章
校名の「光陵」を図案化したもの。「陵」のイメージを線と色を使った松林の深緑で表現し、それに「光」の文字を合わせたものを背景にして、中央に「高」の文字を置いている。
校歌
作詞は小山薫堂、作曲は大島ミチルによるもの。タイトルは「ひかりのうた」。歌詞は2番まであり、両番に校名の「光陵高校」が登場する。

## 沿革
- 2005年（平成17年）3月 - 山形県、2008年度（平成20年度）から2011年度（平成23年度）までの間をめどに酒田市内の公立高等学校の再編を行う方向で検討を開始。
- 2010年（平成22年）
  - 4月1日 - 2年後の統合に備えて、統合校4校の制服を統一する。4校とも、新設校への転学を前提として募集を継続。
  - 9月 - 校名「山形県立酒田光陵高等学校」を公表。
- 2011年（平成23年）7月 - 校章を公表。
- 2012年（平成24年）
  - 2月 - 校歌を公表。
  - 3月31日  - 山形県立酒田北高等学校、山形県立酒田工業高等学校、山形県立酒田商業高等学校、酒田市立酒田中央高等学校の4校が閉校。
  - 4月1日 - 上記4校が統合され「山形県立酒田光陵高等学校」が設置される。
    - 旧・酒田市立酒田中央高等学校の校地に、校舎は既存のものに加えて新校舎を建設して使用する。
    - 旧4校の在校生（1・2年修了者）は新設の酒田光陵高等学校に転学の形をとる。
    - 7学科（普通科、機械科、エネルギー技術科、電子機械科、環境技術科、国際経営科、情報科）を設置。
      - 情報科に関しては新設（山形県の高等学校では初）のため、この時点では2・3年生は在籍していなかった。
      - 情報科を除く学科は旧4校からの転学で2・3年生が在籍。

  - 4月9日 - 開校式および第1回入学式を挙行。
    - 情報科1学年のみ、他の学科は1学年から3学年までそろった状態でのスタート。
- 2014年（平成26年）4月 - 情報科が1学年から3学年までそろう。

2019年（平成31年）4月 - エネルギー技術科を廃止し、工業科は機械制御科、電気電子科、環境技術科の3学科とする。

## 部活動
運動部
- 陸上競技部
- 体操部
- 野球部（男）
- ソフトテニス部
- 卓球部
- バスケットボール部
- バレーボール部
- サッカー部
- ソフトボール部（女）
- 柔道部（募集停止）
- 剣道部
- 水泳部
- 山岳部
- 弓道部
- ボクシング部
- ウエイトリフティング部
- テニス（硬式）部
- ボート部
- 少林寺拳法部

文化部
- 音楽部
- 美術部
- 書道部
- 写真部
- 文芸部
- 茶道部
- 英語部
- 家庭部
- ボランティア部
- メカニカル技術部
- 電気電子技術部
- 環境技術部
- 商業技術部
- ITサイエンス部
  - e-スポーツ班

## 日商簿記甲子園
- 2024年度、第1回全国高等学校日商簿記選手権大会（日商簿記甲子園）開催（日本商工会議所日商簿記検定施行70周年記念事業）の参加校である。

## 交通アクセス
- JR東日本 羽越本線 「酒田駅」より徒歩25分

## その他
- 国家資格の基本情報技術者試験（FE）の午前科目免除制度の認定校となっている[4][5]。山形県内の高等学校としては、本校と山形工業高等学校のみとなっている。